# Şile Yıldızspor
Şile Yıldızspor ist ein türkischer Fußballverein aus der Kleinstadt Şile, 65 Kilometer östlich von Istanbul.

## Geschichte
Şile Yıldızspor wurde 1990 gegründet und spielte mehrere Jahre Fußball in den regionalen Amateurligen. In der Saison 2016/17 gelang dem noch jungen Verein der Aufstieg in die fünftklassige Bölgesel Amatör Lig nach einem Play-off-Spiel gegen Zeytinburnu 1957 Spor, welches mit 4:0 gewonnen werden konnte. Auch die erste Saison in der 5. Liga verlief überaus erfolgreich, denn Şile Yıldızspor schloss die Gruppe 9 mit 49 Punkten und damit als erster Platz ab. Die anschließende Play-off-Begegnung gegen Alibeyköy SK konnte mit 2:0 gewonnen werden, damit wurde der Durchmarsch in die 3. Lig perfekt gemacht, aufgrund dessen spielt der Klub erstmals in der Vereinsgeschichte in einer professionellen Liga.

## Ligazugehörigkeit
- 3. Lig: 2018–
- Bölgesel Amatör Lig: 2017–2018
- Amatör Lig: 1990–2017

## Bekannte Spieler
- Erşen Çilingir
- Zafer Aydoğdu